# Соколянська сільська рада (Мостиський район)
| Соколянська сільська рада — колишній орган місцевого самоврядування у Мостиському районі Львівської області з адміністративним центром у с. Соколя. Історична дата утворення: в 1940 році. Водоймища на території, підпорядкованій даній раді: річка Вишня, озеро "Верховлена". Сільській раді підпорядковані населені пункти: - с. Соколя - с. Качмарі - с. Колодка - с. Корчунок - с. Крив'яки - с. Максимці |

## Склад ради
Рада складається з 20 депутатів та голови.

### Керівний склад ради
| ПІБ                     | Основні відомості                                                                                            | Дата обрання | Дата звільнення |
| ----------------------- | --- | ------------ | --------------- |
| Стецина Надія Миронівна | Сільський голова, 1960 року народження, освіта, Партія промисловців і підприємців України                    | 26.03.2006   | 31.10.2010      |
| Стецина Надія Миронівна | Сільський голова, 1960 року народження, освіта середня спеціальна, Партія промисловців і підприємців України | 31.10.2010   |                 |

Примітка: таблиця складена за даними джерела